# 36174 Podolsky
36174 Podolsky este o planetă minoră (asteroid) din centura de asteroizi. A fost descoperită pe 23 septembrie 1999 la Ondřejovská hvězdárna⁠(d) de Marek Wolf⁠(d). 
Obiectul prezintă o orbită caracterizată de o semiaxă mare de 2,9428144 UAi, o excentricitate de 0,09, o înclinație de 1,3915 ° în raport cu ecliptica.